# كتابة قانونية

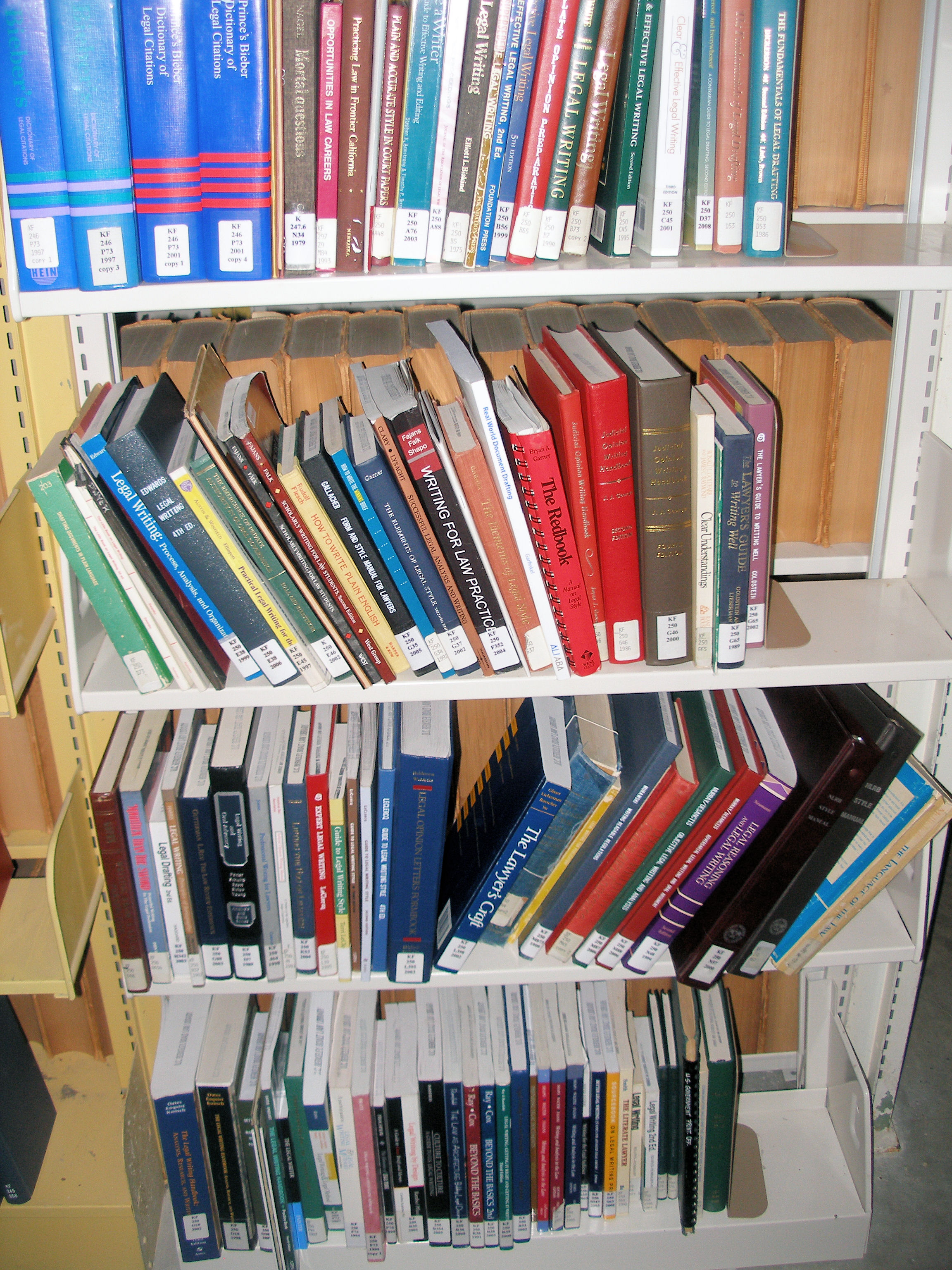

تتضمن الكتابة القانونية تحليل أنماط الحقائق وتقديم الحجج في وثائق مثل المذكرات القانونية والمذكرات. [1] ينطوي أحد أشكال الكتابة القانونية على صياغة تحليل متوازن لمشكلة أو مشكلة قانونية. شكل آخر من أشكال الكتابة القانونية مقنع، ويدافع عن موقف قانوني. تتضمن الكتابة القانونية الأخرى شكل صياغة الصكوك القانونية، مثل العقود والوصايا.. [2]

## السمات المميزة
السلطة
الكتابة القانونية تضع اعتمادا كبيرا على السلطة. في معظم الكتابات القانونية، يجب على الكاتب دعم التأكيدات والبيانات مع ذكر السلطة. يتم تحقيق ذلك من خلال نظام اقتباس فريد ومعقد، على عكس ذلك المستخدم في أي نوع آخر من الكتابة. يتم تحديد الطرق القياسية للاقتباس القانوني الأمريكي من خلال كتابين متنافسين: دليل الاقتباس ALWD: نظام احترافي للاستشهاد والكتاب الأزرق: نظام الاقتباس الموحد. يمكن استخدام طرق مختلفة داخل الولايات المتحدة والدول الأخرى.
سابقة
قيم الكتابة القانونية السابقة، تختلف عن السلطة. السابقة تعني الطريقة التي تم بها الأمور من قبل. على سبيل المثال، المحامي الذي يجب أن يعد عقدًا والذي أعد عقدًا مشابهًا من قبل سيعيد غالبًا استخدام العقد القديم للمناسبة الجديدة، مع تغييرات محدودة. أو يمكن للمحامي الذي قدم طلبًا ناجحًا لرفض الدعوى أن يستخدم نفس الشكل أو شكل مشابه جدًا للحركة مرة أخرى في قضية أخرى، وما إلى ذلك. يستخدم العديد من المحامين المستندات المكتوبة ويعيدون استخدامها بهذه الطريقة ويطلقون عليها نماذج المستندات القابلة لإعادة الاستخدام أو النماذج الأقل شيوعًا.
كلمات
تستخدم الكتابة القانونية على نطاق واسع المصطلحات التقنية التي يمكن تصنيفها بأربع طرق:
1-الكلمات والعبارات المتخصصة الفريدة من نوعها للقانون، على سبيل المثال، الضرر، الرسوم البسيطة، والتجديد.
2-الكلمات العادية التي لها معاني مختلفة في القانون، على سبيل المثال، الإجراء (دعوى قضائية)، والنظر (دعم الوعد)، وتنفيذ (التوقيع للتطبيق)، والحزب (مدير في دعوى قضائية).
3-مفردات: تستخدم الكتابة القانونية العديد من الكلمات والعبارات القديمة التي كانت في السابق لغة اقتباسية، ولكنها موجودة اليوم في الغالب أو فقط في القانون، والتي يرجع تاريخها إلى القرن السادس عشر؛ الأمثلة الإنجليزية هنا، هنا، حتى الآن، إلى هنا، طيه، وحيثماذا وأين (الظروف الأبديّة)؛ قال ومثل (مثل الصفات).
4-كلمات وعبارات مستعارة من لغات أخرى: في اللغة الإنجليزية، يشمل هذا المصطلحات المشتقة من الفرنسية (estoppel و laches و voir dire) واللاتينية (certiorari و habeas corpus و prima facie ، من بين أمور أخرى، رجالي، حكم فرعي) وغير مائلة كلغة قانونية باللغة الإنجليزية، كما ستكون الكلمات الأجنبية في الكتابة الإنجليزية السائدة
شكلي
تميل هذه الميزات إلى جعل الكتابة القانونية رسمية. يمكن أن تأخذ هذه الإجراءات الشكلية شكل جُمل طويلة، وتركيبات معقدة، ومفردات قديمة وشكل مفرط، والتركيز على المحتوى لاستبعاد احتياجات القارئ. بعض هذه الإجراءات الشكلية في الكتابة القانونية ضرورية ومرغوبة، نظرًا لأهمية بعض المستندات القانونية وخطورة الظروف التي تُستخدم فيها بعض المستندات القانونية. ومع ذلك، ليست كل الإجراءات الشكلية في الكتابة القانونية مبررة. إلى الحد الذي ينتج عن الشكليات العتامة وعدم الدقة، من غير المرغوب فيه. وبقدر ما يعيق الشكل الرسمي فهم القارئ، فإنه أقل جاذبية. على وجه الخصوص، عندما يجب نقل المحتوى القانوني لغير المحامين، يجب أن تفسح الإجراءات الشكلية الطريق لتواصل واضح.
ما هو مهم في تحديد مستوى الشكليات في أي وثيقة قانونية هو تقييم احتياجات وتوقعات الجمهور. على سبيل المثال، يستدعي موجز الاستئناف إلى أعلى محكمة في ولاية قضائية أسلوبًا رسميًا - وهذا يُظهر الاحترام المناسب للمحكمة وللأمر القانوني المعني. يمكن أن تكون المذكرة القانونية بين المكاتب للمشرف أقل رسمية - على الرغم من أنها ليست عامية - لأنها أداة داخلية لصنع القرار، وليست وثيقة محكمة. ورسالة بريد إلكتروني إلى صديق وعميل، لتحديث حالة مسألة قانونية، غير رسمية بشكل مناسب.
تقع وثائق المعاملات - الصياغة القانونية - على سلسلة متصلة مماثلة. ستكون اتفاقية الاندماج المكونة من 150 صفحة بين شركتين كبيرتين، حيث يتم تمثيل كلا الجانبين بمحام، رسمية للغاية - ويجب أيضًا أن تكون دقيقة ودقيقة ومحكمة (الميزات التي لا تتوافق دائمًا مع الإجراءات الشكلية العالية). من المرجح أن يكون عقد الإيجار التجاري لشركة صغيرة تستخدم مساحة مكتبية أقصر بكثير وسيتطلب قدرًا أقل من التعقيد، ولكنه قد يظل رسميًا إلى حد ما. لكن بيان الوكيل الذي يسمح لأعضاء جمعية الجوار بتحديد تفضيلاتهم في التصويت للاجتماع المقبل لمجلس الإدارة يجب أن يكون واضحًا قدر الإمكان. إذا ساعدت الطابع غير الرسمي في تحقيق هذا الهدف، فهذا مبرر.
تقوم العديد من كليات الحقوق الأمريكية بتدريس الكتابة القانونية بطريقة تعترف بالتعقيد الفني المتأصل في القانون والشكلية المبررة التي يتطلبها التعقيد في كثير من الأحيان، ولكن مع التركيز على الوضوح والبساطة والمباشرة. ومع ذلك، فإن العديد من المحامين الممارسين، المشغولين بالمواعيد النهائية وعبء العمل الثقيل، يلجأون في الغالب إلى أسلوب كتابة مبني على النماذج، وعفا عليه الزمن، وشكل فرعي في كل من المستندات التحليلية والخاصة بالمعاملات. هذا أمر مفهوم، لكنه في بعض الأحيان يديم للأسف أسلوب كتابة قانوني رسمي غير ضروري.
في الآونة الأخيرة تم إنتاج مجموعة متنوعة من الأدوات للسماح للكتاب بأتمتة الأجزاء الأساسية من الكتابة القانونية. على سبيل المثال، يمكن لمحامي المعاملات استخدام الأدوات المؤتمتة للتحقق من بعض الشكليات أثناء الكتابة، وتوجد أدوات لمساعدة المتقاضين على التحقق من الاقتباسات والاقتباسات للسلطة القانونية للطلبات والملخصات. [5]

### التصنيفات
تتكون الكتابة القانونية من فئتين عريضتين: (1) التحليل القانوني و (2) الصياغة القانونية. التحليل القانوني ذو شقين: (1) التحليل التنبئي، و (2) التحليل المقنع. في الولايات المتحدة، يجب على الطلاب في معظم كليات الحقوق تعلم الكتابة القانونية. تركز الدورات على: (1) التحليل التنبئي، أي مذكرة توقع النتائج (إيجابية أو سلبية) لإجراء معين من أجل عميل المحامي؛ و (2) التحليل المقنع، على سبيل المثال، الاقتراحات والملخصات. على الرغم من عدم تدريسها على نطاق واسع في كليات الحقوق، توجد دورات صياغة قانونية؛ تركز أنواع أخرى من الكتابة القانونية على كتابة الطعون أو على الجوانب المتعددة التخصصات للإقناع.
التحليل القانوني التنبئي
تعد المذكرة القانونية أكثر أنواع التحليل القانوني التنبئي شيوعًا؛ قد يتضمن خطاب العميل أو الرأي القانوني. تتنبأ المذكرة القانونية بنتيجة السؤال القانوني من خلال تحليل السلطات التي تحكم السؤال والوقائع ذات الصلة التي أثارت السؤال القانوني. يشرح ويطبق السلطات في التنبؤ بنتيجة، وينتهي بالمشورة والتوصيات. تعمل المذكرة القانونية أيضًا كسجل للبحث الذي تم إجراؤه لسؤال قانوني معين. تقليديا، ولتلبية توقعات القارئ القانوني، يتم تنظيمه وكتابته بشكل رسمي.
التحليل القانوني المقنع
تحاول الوثيقة المقنعة، اقتراح أو موجز، إقناع سلطة حاسمة في البت في النزاع لصالح عميل المؤلف. تقدم الاقتراحات والمذكرات عادة إلى القضاة، ولكن أيضًا إلى الوسطاء والمحكمين وغيرهم. بالإضافة إلى ذلك، قد تحاول رسالة مقنعة إقناع الطرف المعارض للنزاع.
الكتابة المقنعة هي الأكثر من حيث الأسلوب. لذا على الرغم من أن الموجز يوضح القضايا القانونية، ويصف السلطات، ويطبق السلطات على السؤال - كما هو الحال في المذكرة - يتم تأطير جزء طلب الملخص كحجة. يجادل المؤلف في نهج واحد لحل المسألة القانونية ولا يقدم تحليلاً محايدًا.
الصياغة القانونية
تنشئ الصياغة القانونية نصًا قانونيًا ملزمًا. ويشمل القانون الذي تم سنه مثل التشريعات والقواعد واللوائح؛ العقود (الخاصة والعامة)؛ الوثائق القانونية الشخصية مثل الوصايا والصناديق الاستئمانية؛ والوثائق القانونية العامة مثل الإشعارات والتعليمات. لا تتطلب الصياغة القانونية أي استشهاد سلطة قانونية، وعادة ما تتم كتابتها بدون صوت منمق.

### سرقة أدبية
في كتابة تحليل موضوعي أو وثيقة مقنعة، بما في ذلك مذكرة أو موجز، يكتب المحامون بموجب نفس قواعد الانتحال المطبقة على معظم الكتاب الآخرين، [6] مع آثار أخلاقية إضافية لتقديم المواد المنسوخة على أنها أصلية. [7] يجب أن تنسب المذكرات والمذكرات القانونية الاقتباسات والسلطات المصدر بشكل صحيح؛ ومع ذلك، داخل مكتب محاماة، قد يقترض المحامي من نصوص محامين آخرين دون إسناد، باستخدام حجة ناجحة وصيغة بشكل جيد قدمت في موجز سابق.
إن الانتحال محظور تمامًا في العمل الأكاديمي، خاصة في مقالات مراجعة القانون وأوراق الندوات وكتابات مماثلة تهدف إلى عكس أفكار المؤلف الأصلية. [8]
تختلف صياغة الوثائق القانونية مثل العقود لأنه، على عكس معظم فئات الكتابة القانونية الأخرى، من الشائع استخدام اللغة والبنود المستمدة من الكتب النموذجية والآراء القانونية والمستندات الأخرى دون الإسناد. يستخدم المحامون وثائق النماذج عند صياغة الوثائق مثل العقود والوصايا والأحكام. ينشأ الاختلاف الرئيسي بين استخدام عبارات أو فقرات من مستندات قانونية أخرى، والنسخ في سياقات أخرى أو نسخ الوثيقة بأكملها، من حقيقة أن المحامين يعتمدون بشكل فعال على مجموعة مشتركة من البنود التي يعدلونها ويعدلونها لأغراضهم الخاصة. [ 9]

#### حركة لغة واضحة
تتضمن حركة اللغة العادية في الكتابة القانونية محاولة لتجنب اللغة والمصطلحات المعقدة في الوثائق القانونية، لجعل الكتابة القانونية أكثر قابلية للفهم والوصول إليها. [10] أحد أهداف الحركة هو تقليل الاعتماد على المصطلحات الفنية، وهي الكلمات التي لها معنى محدد في سياق القانون، ولكن قد تحمل معنى مختلفًا في سياقات أخرى. [11]
قانوني
هو مصطلح إنجليزي استخدم لأول مرة في عام 1914 [12] للكتابة القانونية التي يصعب على الأشخاص العاديين قراءتها وفهمها، وينطوي ذلك ضمنيًا على أن هذا الغموض مقصود لاستبعاد غير المدربين قانونًا وتبرير الرسوم المرتفعة. تم اعتماد Legalese ، كمصطلح، بلغات أخرى. [13] [14] يتميز Legalese بجملة طويلة، والعديد من البنود المعدلة، والمفردات المعقدة، والتجريد العالي ، وعدم الحساسية لحاجة المواطن العادي لفهم جوهر الوثيقة. ينشأ Legalese الأكثر شيوعًا في الصياغة القانونية ، ولكنه يظهر في كلا النوعين من التحليل القانوني.
بعض النقاط الهامة في مناقشة «قانوني» ضد «لغة واضحة» حيث أن المعيار المستمر للكتابة القانونية تشمل:
الفهم العام: ربما يكون الأمر الأكثر وضوحًا هو أن القانونيين يعانون من كونهم أقل فهمًا للجمهور العام من اللغة الإنجليزية العادية ، والتي يمكن أن تكون مهمة بشكل خاص في كل من الخصوصية (على سبيل المثال ، العقود) والمسائل العامة (على سبيل المثال ، القوانين ، خاصة في الديمقراطيات حيث يُنظر إلى السكان بصفتها مسؤولة عن القوانين والخاضعة لها). [15]
مقاومة الغموض: قد يعارض القانونيون بشكل خاص سوء التفسير ، سواء كان عرضيًا أو متعمدًا ، لسببين
1-يوفر التاريخ الطويل للاستخدام خلفية واسعة النطاق مماثلة للسوابق المرتبطة باللغة. هذه السابقة ، كما نوقش أعلاه ، ستكون محددًا قويًا لكيفية تفسير الوثائق المكتوبة في القانون.
2-قد تكون اللغة القانونية نفسها أكثر دقة عند مقارنتها باللغة الإنجليزية البسيطة ، بعد أن نشأت من الحاجة إلى مثل هذه الدقة ، من بين أمور أخرى.
يرفض جوزيف كيمبل ، وهو خبير ومدافع حديث في اللغة الإنجليزية العادي ، الزعم بأن القانونيين أقل غموضًا في الأسطورة الكبرى بأن اللغة البسيطة ليست دقيقة. [16] يقول كيمبل إن القانونيين غالبًا ما يحتويون على العديد من الإنشاءات المعقدة واللفائف بحيث تكون غامضة أكثر من اللغة الإنجليزية العادية.
تغطية الطوارئ: الكتابة القانونية تواجه مقايضة في محاولة لتغطية جميع الطوارئ المحتملة في حين تبقى وجيزة بشكل معقول. يتميز Legalese بتحول في الأولوية نحو السابق من هذه المخاوف. على سبيل المثال ، يستخدم القانونيون بشكل عام زوجي وثلاثة توائم من الكلمات (على سبيل المثال ، «لاغية وباطلة» و «نزاع أو جدال أو ادعاء») والتي قد تبدو زائدة أو غير ضرورية للعلمانيين ، ولكن بالنسبة للمحامي قد تعكس إشارة مهمة إلى قانوني مميز المفاهيم.
يقترح المدافعون عن اللغة الإنجليزية البسيطة أنه لا توجد وثيقة يمكن أن تغطي كل حالة طارئة ، وأن المحامين يجب ألا يحاولوا تغطية كل حالة طارئة يمكنهم توقعها. بدلاً من ذلك ، يجب على المحامين فقط صياغة حالات الطوارئ المعروفة والممكنة والمتوقعة بشكل معقول

##### المرجع
1-المدرسة ، قانون هارفارد. «البحث والكتابة القانونية | كلية الحقوق بجامعة هارفارد». كلية الحقوق بجامعة هارفارد. تم الاسترجاع 2018/10/31.
2-الموظفون ، LII (2007-08-06). «الكتابة القانونية». LII / معهد المعلومات القانونية. تم الاسترجاع 2018/10/31.
3-أدلة / سلطات الاستشهاد القانوني (مقرها الولايات المتحدة)". مكتبة كلية الحقوق بجامعة هارفارد. 24 أغسطس 2017. أرشفة من الأصلي في 2018-02-26. تم الاسترجاع 25 فبراير 2018
4-«أدلة الاقتباس من الولايات القضائية الأجنبية». مكتبة كلية الحقوق بجامعة هارفارد. 24 أغسطس 2017. أرشفة من الأصلي في 2018-02-26. تم الاسترجاع 25 فبراير 2018
5-«الاقتباسات والمراجع: دع الكمبيوتر يفعل ذلك». مكتبة هيلتون سي بولي. جامعة ولاية جنوب كونيتيكت. تم الاسترجاع 25 فبراير 2018.
6-لارسون ، آرون (21 أغسطس 2016). «المحامون: لا تسرق المحتوى لمواقعك». ExpertLaw.com. تم الاسترجاع 9 أبريل 2018.
7- ستريكلاند ، كوبر ج. (1 مارس 2012). «الجانب المظلم من النسخ غير المنسوب والآثار الأخلاقية للانتحال في مهنة المحاماة». مراجعة قانون ولاية كارولينا الشمالية. 90 (3): 920. تم الاسترجاع 9 أبريل 2018
8-Dunnewold ، Mary (1 سبتمبر 2011). «الانتحال: المضي بحذر». ABA لطلاب القانون. نقابة المحامين الأمريكية. تم الاسترجاع 9 أبريل 2018.
9- آدامز ، كينيث أ. (23 أغسطس 2006). «حق المؤلف ومعد الصياغة» (PDF). مجلة قانون نيويورك. تم الاسترجاع 9 أبريل 2018.
10- «بريان غارنر على اللغة الإنجليزية البسيطة». plainlanguage.gov. شبكة المعلومات والعمل اللغوي العادي. تم الاسترجاع 25 فبراير2018
11-بوت ، بيتر (12 سبتمبر 2002). «ما هو قانون اللغة البسيطة ولماذا يستخدمه؟». مؤسسة القانون والعدالة. تم الاسترجاع 25 فبراير 2018.
12- «قانوني». قاموس إيتولوجي على الإنترنت. دوجلاس هاربر. تم الاسترجاع 25 فبراير 2018.
13-"Legalese". بابل (الفرنسية). Babylon Software Ltd. تم الاسترجاع 25 فبراير 2018.
14-انظر ، على سبيل المثال ، "Estimación para el posterior deslinde en trámite de ejecución de sentencia". بروز.كوم. تم الاسترجاع 25 فبراير 2018.
15- لوندين ، لي (2009-12-31). "Buzzwords — Bang * Splat!". موجز إجرامي. تم الاسترجاع 2010-02-19
7-16 الكتبة ج. الكتابة 109 (1998-2000)
17- دارمستادتر ، هوارد (2008). من هذا ، وفي كل مكان: دليل مخالف للصياغة القانونية (2 ed.). شيكاغو ، إلينوي 60610: نقابة المحامين الأمريكية. ردمك 978-1-59031-9772.

##### روابط خارجية
.اللغة الإنجليزية القانونية الدولية ، من تأليف Amy Krois-Lindner و TransLegal ، هو كتاب دراسي لشهادة الإنجليزية القانونية الدولية من Cambridge ESOL.
.يعتبر قاموس برايان غارنر للاستخدام القانوني الحديث (مطبعة جامعة أكسفورد) دليلاً موثوقًا للغة القانونية ، ويهدف إلى المحامي الممارس.
.يعد بيتر بوت والصياغة القانونية الحديثة لريتشارد كاسل كتابًا مرجعيًا يستهدف المحامي الممارس.
اللغة الإنجليزية القانونية (2004) من قبل روبرت هاي ونشرتها روتليدج.
.بي إم غاندي اللغة القانونية والكتابة القانونية واللغة الإنجليزية العامة ISBN 978-9351451228.
.ELS الجديدة: اللغة الإنجليزية لطلاب القانون كتبتها Maria Fraddosio (نابولي ، Edizioni Giuridiche Simone ، 2008) هو كتاب دورة لطلاب الجامعات الإيطالية.
.مجلة الكتبة للكتابة القانونية ، التي أنشأها الكتبة: الجمعية الأمريكية للكتاب القانونيين.
.دليل أكسفورد للمراسلات القانونية (2006) لروبرت هاي ونشرته مطبعة جامعة أكسفورد.
للحصول على منظور فكاهي للكتابة القانونية ، انظر دانييل ر. وايتز ما زال كتيب المحامي الرسمي (نيويورك: بلوم / بنغوين 1991)، الفصل 13، ص 171-176، ولا سيما .صراعه السيئ السمعة حول كيفية تحرير المحامي - والتعذيب - عبارة «السماء زرقاء» (ص 172 - 174). وبالمثل ، انظر «وداعا لمراجعات القانون» للأستاذ فريد رودل ، الذي تحتوي أسطره الافتتاحية على البيان الكلاسيكي للمشكلة: «هناك شيئان خاطئان في كل الكتابة .القانونية تقريبًا. أحدهما أسلوبه. والآخر هو محتواه.» (يتم جمع هذا ومقالات أخرى في المحاكمات والمحن - مختارات من الدعابة القانونية الدعابة ، حرره دانييل ر. وايت (نيويورك: بلوم / بنغوين 1991)، ص .241).
.تمارين للكتاب القانونيين الثاني: الوالدية
تمارين للكتاب القانونيين الأول: الجمل النشطة والسلبية والكتابة بالأفعال